# Monte Corona
Monte Corona es una población del municipio de Ador, en la provincia de Valencia, Comunidad Valenciana, al sur de Ador, sobre el puntal de Corona, y haciendo límite con el municipio de Vilallonga. Este pueblo mira sobre un angosto valle formado por la Rambla de la Navesa.
Es una urbanización formada por chalets y edificios de pisos que cuelgan bajo el puntal. A pesar de que está dentro del término municipal de Ador, se trata de un núcleo de población en pleno crecimiento, por lo que algunas de las nuevas casas que se siguen construyendo están dentro del municipio de Vilallonga.
Población:  
185 habitantes (INE 2023).